# Yashir Pinto
Yashir Armando Pinto Islame (Santiago de Chile, 1991. február 6. –) chilei-palesztin labdarúgó, 2017-től a Perak FA játékosa.

## Mérkőzései a palesztin válogatottban
| #  | Dátum               | Ellenfél      | Eredmény | Kiírás              | Esemény |
| -- | ------------------- | ------------- | -------- | ------------------- | ------- |
| 1. | 2016. március 29.   | Kelet-Timor   | 7 – 0    | Vb-selejtező        | 32' 39' |
| 2. | 2016. szeptember 6. | Tádzsikisztán | 1 – 1    | barátságos mérkőzés | 86'     |
| 3. | 2016. október 5.    | Tádzsikisztán | 3 – 3    | barátságos mérkőzés | 39' 55' |